# Benignus

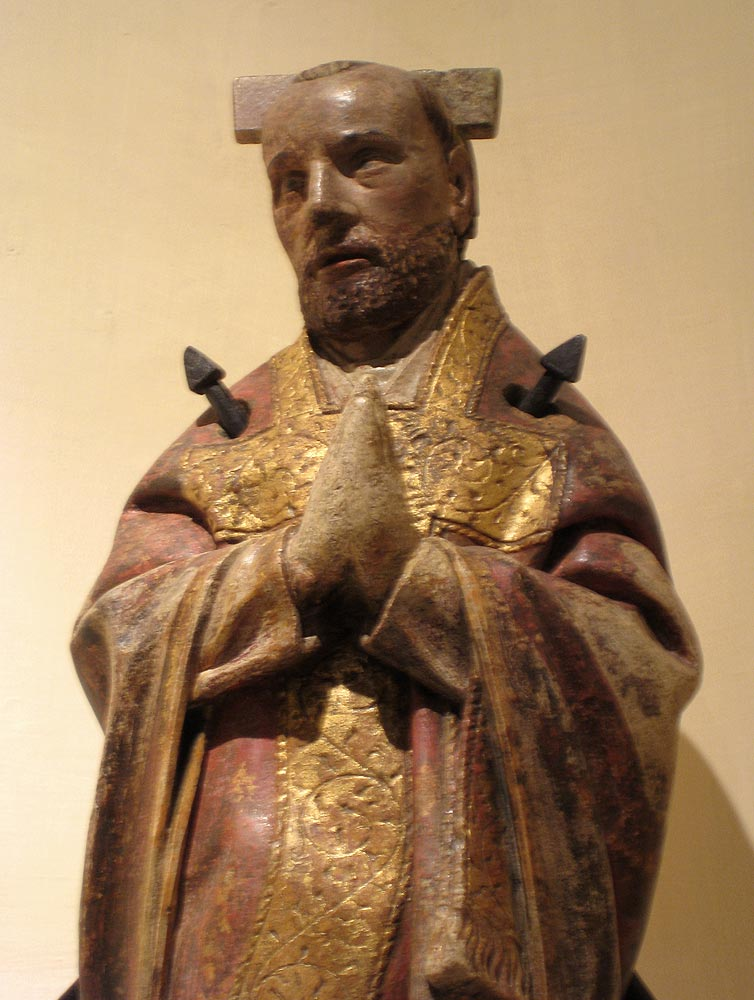
Staty föreställande sankt Benignus.

Sankt Benignus (Bénigne de Dijon) är Dijons skyddshelgon, som introducerade kristendomen till området innan han dog som martyr.